# Elecciones presidenciales de Transnistria de 2021
Las elecciones presidenciales se celebraron en Transnistria el 12 de diciembre de 2021. Se inscribieron dos candidatos para participar en las elecciones: el presidente en ejercicio, Vadim Krasnoselski, y Sergey Pynzar.
La participación electoral fue de alrededor del 35%, suficiente para validar los resultados de las elecciones. Se esperaba que los resultados se anunciaran el 13 de diciembre de 2021, pero se anunciaron antes, y el presidente Krasnoselski ganó un nuevo mandato en circunstancias dudosas (la Comisión Electoral Central denegó el registro de varios otros candidatos por diversas razones, y pocos observadores electorales estuvieron presentes).

## Candidatos
Vadim Krasnoselski, ganador de las elecciones de 2016 y presidente en ejercicio, se presentó a la reelección. Se le opuso Sergey Pynzar, un agricultor y miembro del parlamento del distrito de Grigoriopol.

## Desarrollo
Solo los observadores electorales de Rusia monitorearon la elección. Moldavia solicitó que otras naciones no observasen las elecciones.
Se requirió una participación de votantes del 25% o más, que finalmente se alcanzó, para que las elecciones fueran declaradas válidas. Sin embargo, la participación fue significativamente menor que en las elecciones de 2016.

## Resultados
|  | 87.04 % |

|  | 12.96 % |

|  | 91.25 % |

|  | 8.75 % |

|  | 35.3 % |